# 'Ndrina Rodà
I Rodà sono una cosca malavitosa o 'ndrina della 'ndrangheta calabrese originaria di Condofuri che opererebbe su tutto il litorale ionico.
Hanno diramazioni in Liguria nella Locale di Lavagna con le famiglie alleate Nucera e Casile.

## Storia

### Fatti recenti
- L'11 gennaio 2012 viene portata a termine dai Carabinieri l'operazione Bellu lavuru 2, prosecuzione dell'indagine Bellu lavuru 1 del 2008; arrestati diversi presunti affiliati e concorrenti esterni del clan Morabito-Palamara-Bruzzaniti, dei clan Talia e Vadalà di Bova e dei Rodà e Maisano; secondo le indagini i clan avrebbero fortemente condizionato gli appalti pubblici relativi alla Strada statale 106 Jonica e la variante stradale di Palizzi, in particolare le 'ndrine si sarebbero occupate del ciclo del calcestruzzo e delle assunzioni, forniture di cantiere e procedure di sub appalto e nolo. Le attività investigative hanno colpito anche funzionari e dirigenti dell'ANAS e della società Condotte d'Acqua[1].
- È in corso (novembre 2017) il processo "I Conti di Lavagna" che vede imputati presunti esponenti del Locale di Lavagna in Liguria della 'ndrina dei Rodà-Casile[2][3].